# Jańcio Wodnik
Jańcio Wodnik – polski psychologiczny film poetycki z 1993 w reżyserii Jana Jakuba Kolskiego, nakręcony na podstawie własnego scenariusza. Film jest poświęcony tytułowemu mieszkańcowi wsi (Franciszek Pieczka), który wskutek klątwy rzuconej na wioskę przez wędrownego dziada zostaje obdarzony zdolnością leczenia ludzi.
Jańcio Wodnik okazał się sukcesem artystycznym i komercyjnym, zdobywając między innymi Nagrodę Specjalną Jury dla Kolskiego i nagrodę za rolę męską dla Pieczki na Festiwalu Polskich Filmów Fabularnych. Do nazwy filmu nawiązuje Ogólnopolski Festiwal Sztuki Filmowej „Prowincjonalia”, przyznający nagrodę „Jańcio Wodnik”.

## Fabuła
Na polnej drodze wędrowny dziad znajduje kobyłkę, która, obita i schorowana, kończy swój żywot. Dziad grzebie zwierzę i rzuca klątwę na pobliską wieś, gdzie mieszka Jańcio – nosiwoda, filozof, człowiek kochający życie i swoją młodą żonę Weronkę.
Bohater zostanie przez Boga wystawiony na próbę – dostrzega w sobie moc czynienia cudów. Zostawia swoją ciężarną żonę i rusza w świat, obiecując wrócić przed rozwiązaniem. Wędruje po wsiach uzdrawiając ludzi. Spotka Stygmę, wędrownego kuglarza udającego stygmatyka.
Żona Jańcia rodzi im syna, który ma ogon. Żona licząc na uzdrowicielską moc Jańcia, udaje się do niego z chłopcem. Bohater nie potrafi jednak uzdrowić własnego syna – dar od Boga zostaje mu odebrany. Jańcio budzi się opuszczony przez ludzi, pilnowany przez wierną Weronkę.

## Obsada
Źródło: Filmpolski.pl

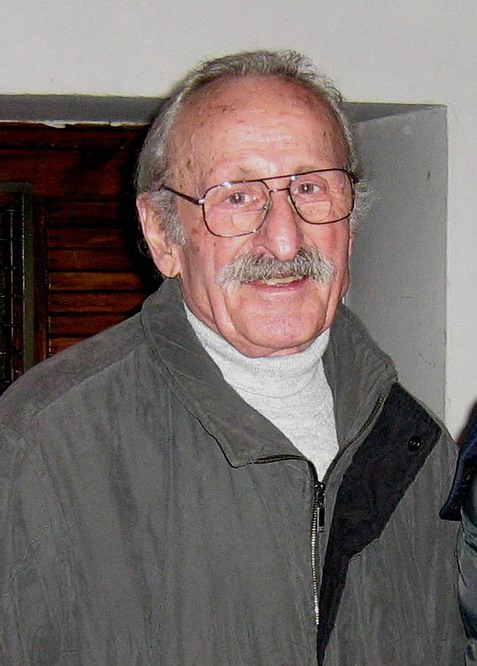
Franciszek Pieczka

- Franciszek Pieczka – Jańcio Wodnik
- Grażyna Błęcka-Kolska – Weronka, żona Jańcia
- Bogusław Linda – sztukmistrz Stygma
- Katarzyna Aleksandrowicz(inne języki) – Oczyszczona
- Olgierd Łukaszewicz – Dziad
- Przemysław Kędzia – syn Jańcia Wodnika
- Lech Gwit – Socha

## Produkcja
Mimo klęsk artystycznych swoich dotychczasowych filmów reżyser Jan Jakub Kolski starał się zachować własny styl na pograniczu baśni i kina osobnego. W głównych rolach Kolski obsadził Franciszka Pieczkę oraz swoją ówczesną żonę Grażynę Błęcką-Kolską. Muzykę do filmu skomponował Zygmunt Konieczny, zdjęcia zrealizował Piotr Lenar, a scenografię opracował Tadeusz Kosarewicz. Film zmontowała Ewa Pakulska.

## Odbiór
W porównaniu ze swymi pierwszymi filmami, które nie cieszyły się zainteresowaniem ani krytyków, ani widowni, Kolski osiągnął wielki sukces za sprawą Jańcia Wodnika. W kinach film obejrzało niemal 50 tysięcy widzów.
Tadeusz Lubelski w recenzji dla „Kina” pisał o „objawieniu ostatniego festiwalu w Gdyni”. Jan Strzałka z „Tygodnika Powszechnego” rozpisywał się o „pięknie” filmu, ceniąc w nim „specyficzną mieszankę liryzmu i lekkiego, naznaczonego komizmem dystansu”. Tadeusz Sobolewski w tekście dla „Gazety Wyborczej” twierdził, że Kolski jest „jednym z najbardziej obiecujących, oryginalnych reżyserów młodego pokolenia”. Film odrzucili natomiast krytycy zagraniczni. Yann Tobin z „Positif” kwitował treść Jańcia Wodnika jako „małą absurdalną bajkę […] o niejasnych intencjach”.
Katarzyna Wajda w interpretacji filmu twierdziła, że: „utrzymana w tonie ludowej ballady historia uzdrowiciela, który okazał się fałszywym prorokiem to arcydzieło »kina kolskiego«”. Wajda kontynuowała pisząc, że „historia uzdrowiciela jest przestrogą przed złym wykorzystywaniem daru i przypisywaniem sobie atrybutów boskich; stanowi też najpełniejszy wykład popielawskiej filozofii, podkreślając tzw. zasadę powrotności, według której »przez jeden zły uczynek jednego człowieka przybywa zła w całym świecie. I to zło potem wraca odpryskiem i uderza w kogo chce«”.

## Nagrody
| Rok  | Festiwal/instytucja                                                  | Nominacja                                                                     | Nominowani         | Wynik   |
| ---- | -------------------------------------------------------------------- | ----------------------------------------------------------------------------- | ------------------ | ------- |
| 1993 | Festiwal Polskich Filmów Fabularnych                                 | Nagroda Specjalna Jury                                                        | Jan Jakub Kolski   | Wygrana |
| 1993 | Festiwal Polskich Filmów Fabularnych                                 | Nagroda za rolę męską                                                         | Franciszek Pieczka | Wygrana |
| 1993 | Festiwal Polskich Filmów Fabularnych                                 | Nagroda Dziennikarzy                                                          | Jan Jakub Kolski   | Wygrana |
| 1994 | Lubuskie Lato Filmowe                                                | Srebrne Grono                                                                 | Jan Jakub Kolski   | Wygrana |
| 1994 | Lubuskie Lato Filmowe                                                | Nagroda Organizatorów im. Juliusza Burskiego                                  | Jan Jakub Kolski   | Wygrana |
| 1994 | Międzynarodowy Festiwal Filmowy „Złoty Rycerz” w Moskwie             | Grand Prix                                                                    | Jan Jakub Kolski   | Wygrana |
| 1994 | Międzynarodowy Festiwal Filmowy „Złoty Rycerz” w Moskwie             | Nagroda za główną rolę męską                                                  | Franciszek Pieczka | Wygrana |
| 1994 | Festiwal Młodego Kina Wschodnioeuropejskiego w Cottbus               | Nagroda Główna                                                                | Jan Jakub Kolski   | Wygrana |
| 1994 | Festiwal Młodego Kina Wschodnioeuropejskiego w Cottbus               | Nagroda honorowa „Znalezisko”                                                 | Jan Jakub Kolski   | Wygrana |
| 1994 | Festiwal „Forum” w Bratysławie                                       | Nagroda słowackich krytyków filmowych                                         | Jan Jakub Kolski   | Wygrana |
| 1994 | Międzynarodowy Festiwal Filmowy Krajów Nadbałtyckich w Swietłogorsku | Nagroda za rolę męską                                                         | Franciszek Pieczka | Wygrana |
| 2013 | Festiwal Filmowy „Przeźrocza” w Bydgoszczy                           | Nagroda Filmowa Marszałka Województwa Kujawsko Pomorskiego za klasykę gatunku | Jan Jakub Kolski   | Wygrana |

## Nawiązania
Postać Jańcia Wodnika jest duchowym patronem Ogólnopolskiego Festiwalu Sztuki Filmowej „Prowincjonalia” we Wrześni. Nagrody wręczane na tym festiwalu noszą nazwę „Jancio Wodnik”.